# AltiVec
AltiVec(알티벡)은 애플, IBM 및 프리스케일 세미컨덕터(구 모토로라의 반도체 제품 부문)(AIM 얼라이언스)가 설계하고 소유한 단정밀도 부동소수점 및 정수 SIMD 명령어 집합이다. 이는 모토로라의 파워PC G4, IBM의 G5 및 POWER6 프로세서, P.A. Semi의 PWRficient PA6T를 포함한 PowerPC 프로세서 아키텍처 버전에서 구현된다. AltiVec은 프리스케일이 단독으로 소유한 상표이므로 이 시스템은 애플에서는 벨로시티 엔진(Velocity Engine), IBM 및 P.A Semi에서는 VMX(Vector Multimedia Extension)라고도 호칭한다.
AltiVec은 명령어 세트를 참조하지만 IBM과 모토로라가 생산하는 CPU의 구현은 논리 설계 측면에서 별개이다. 현재까지 IBM 코어에는 모토로라로부터 라이센스를 받은 AltiVec 로직 설계가 포함되어 있지 않으며 그 반대의 경우도 마찬가지이다.
AltiVec은 Power ISA v.2.03 사양의 표준 부분이다. PowerPC 명령어 형식과 구문을 사용하고 그러한 목적을 위해 명시적으로 할당된 opcode 공간을 차지했지만 이 사양까지는 공식적으로 PowerPC 아키텍처의 일부가 아니었다.